# Compagnon d'aventure
Pour plus de détails, voir Fiche technique et Distribution.
Compagnon d'aventure (Big Red) est un long métrage réalisé par Norman Tokar, produit par Walt Disney Productions, distribué par Buena Vista Distribution et sortie en 1962. Cette comédie est adaptée d'un roman de Jim Kjelgaard.

## Synopsis
Au Québec, Rex est un setter irlandais qui préférerait passer sa vie en courant dans les bois qu'être le chien de concours parfaitement dressé et préparé que son propriétaire Mr Haggin souhaite. Un jeune garçon orphelin de dix ans, René est pris en charge par Emile et Thérèse, le couple d'intendants d'Haggin. René s'occupe du chien et se rebelle contre la discipline stricte du propriétaire.

## Fiche technique
- Titre original : Big Red
- Titre français : Compagnon d'aventure
- Réalisation : Norman Tokar assisté d'Arthur J. Vitarelli et Tom Leetch (second assistant)
- Scénario : Louis Pelletier d'après un roman de Jim Kjelgaard
- Photographie : Edward Colman
- Montage : Grant K. Smith
- Direction artistique : Carroll Clark, Marvin Aubrey Davis
- Décorateur de plateau : Hal Gausman, Emile Kuri
- Costumes : Chuck Keehne
- Maquillage : Pat McNalley
- Dresseur (des Setter irlandais) :  William R. Koehler
- Musique : Oliver Wallace
  - Orchestration : Walter Sheets
  - Chansons : Robert B. Sherman et Richard M. Sherman (Mon Amour Perdu, Emile's Reel)
- Technicien du son : Robert O. Cook, Dean Thomas
  - Montage sonore : Evelyn Kennedy
- Producteur : Walt Disney, Winston Hubler (coproducteur), Erwin L. Verity (associé)
- Société de production : Walt Disney Productions, Calgary Limited
- Pays d'origine :  États-Unis
- Langue : anglais
- Format : Couleurs - 1,75:1 - Mono - 35 mm
- Genre : Drame
- Durée : 89 minutes
- Date de sortie : 6 juin 1962

Sauf mention contraire, les informations proviennent des sources concordantes suivantes : Leonard Maltin, John West et IMDb

## Distribution
- Walter Pidgeon : James Haggin
- Gilles Payant : Rene Dumont
- Émile Genest : Emile Fornet
- Janette Bertrand : Therese Fornet
- Doris Lussier : Farmer Mariot
- Rolland Bédard : Conductor
- Georges Bouvier : Baggageman
- Teddy Burns-Goulet : Engineer

Source : Leonard Maltin, Dave Smith, John West et IMDb

## Sorties cinéma
Sauf mention contraire, les informations suivantes sont issues de l'Internet Movie Database.
- États-Unis : 6 juin 1962
- Japon : 17 novembre 1962
- Finlande : 31 juillet 1970

## Origine et production

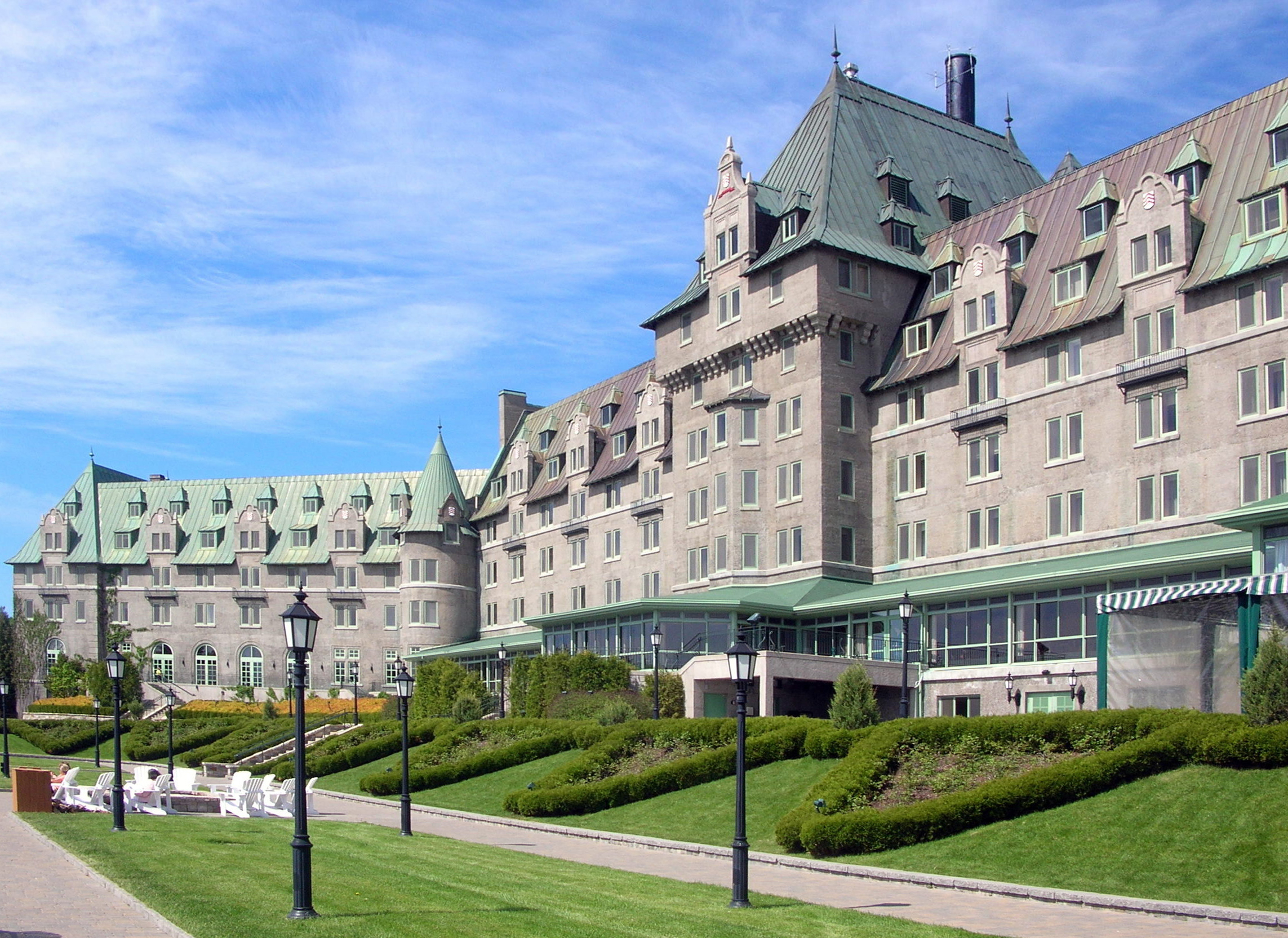
Le Manoir Richelieu à La Malbaie, Québec, résidence de l'équipe de tournage en décor naturel.

Après Quelle vie de chien ! (1959) et Bobby des Greyfriars (1961), Compagnon d'aventure est une nouvelle histoire basée sur de l'amitié entre les hommes et les chiens. C'est aussi le premier long métrage réalisé par Norman Tokar pour les studios Disney réalisateur prolifique avec une dizaine de films tournés dans les années 1960,. Lou Pelletier se souvient que l'adaptation du scénario pour en faire en film a été simplifiée par le fait qu'il possédait un setter irlandais.
La majorité des scènes en extérieur ont été tournées au Québec près de la ville de La Malbaie située au bord du Saint-Laurent,. Le second assistant réalisateur Tom Leetch se souvient que les restaurants du village furent dévalisés en alcool par l'équipe de tournage composée de 80-90 personnes. Ils résidaient au Manoir Richelieu, un hôtel de luxe qui demandait aux employés du studio de rentrer par les accès de service afin de respecter son standing et son code vestimentaire. Il ajoute que quelques mariages ont aussi eu lieu après le tournage qui ressemblait plus à des vacances que du travail. Ce type de production délocalisée, précise Leetch, est devenu trop chère pour être poursuivie dans les années 1980. La plupart de décors étaient accessible uniquement par un chemin de fer, ce qui a obligé la production à louer trois wagons plats pour déplacer le matériel à 8-15 kilomètre de là. Certaines scènes ont été tournées au Lac Big Bear en Californie.
Les scènes en intérieur ont elles été tournées dans le studio Disney de Burbank en Californie, à l'exception du moulin et de la cabane en bois, tournées au Canada. Le vieux moulin dans lequel Red se retrouve temporairement prisonnier est un véritable moulin découvert abandonné. La production a dû embaucher une équipe d'ouvriers en combinaisons imperméables pour renforcer le bâtiment depuis la rivière grâce à des poteaux téléphoniques afin de tourner à l'intérieur. Un entrepôt de stockage de papier a été converti en plateau de tournage mais le toit en taule ondulé du bâtiment a dû être recouvert avec des morceaux d'un tapis en caoutchouc d'un vieux convoyeur à bande pour être insonorisé.
Les scènes avec le setter irlandais ont été réalisées grâce au dressage de William Koehler et de deux chiens, l'un pour les scènes principales et l'autre comme doublure pour le combat avec le puma. Ce second chien bien plus agressif que prévu a réellement été frappé par le puma et s'est relevé pour poursuivre le combat. Pour la scène où Red saute au travers d'une fenêtre, le chien a appris à sauter au travers d'une fenêtre en film plastique transparent. Pour l'orignal posté au milieu du chemin de fer, son dresseur avait réussi à le faire obéir, non pas avec de la nourriture mais de l'alcool et juste assez pour le faire sortir des rails. Le puma a été dressé par Stewart Ratfill et la scène tournée à Big Bear en Californie. Mais durant la scène, l'animal ne voulait pas sauter du rocher en direction de la doublure de Walter Pidgeon. Ratfill a attrapé l'animal et l'a lancé mais après plusieurs prises le fauve s'est énervé et a mordu son dresseur au genou. Ratfill a demandé de continuer la prise en tenant d'une main son genou ensanglanté et de l'autre le puma.

## Sortie et accueil
Juste avant la sortie du film, l'émission Walt Disney's Wonderful World of Color (sur NBC) du 27 juillet 1962 est consacrée à la promotion du film avec un court-métrage intitulé The Wetback Hound (1957). Comme c'est la tradition du studio Disney, cette production a été adaptée en bande dessinée dans un one-shot publié en novembre 1962, avec des dessins de Dan Spiegle.
Les critiques n'ont pas été très enthousiastes envers le film. Variety évoque un « faible effort du studio », le New York Times n'attribuerait pas de « ruban bleu. » Pour Robert Salmaggi du Herald Tribune, le film comporte « son quota de sentiments et de larme mais à doses restreintes... le spectatceur aura du mal à ne pas éprouver de l'affection pour le setter irlandais, Rex. »
Le film a été diffusé à la télévision dans l'émission Walt Disney's Wonderful World of Color sur NBC en deux épisodes le 6 juin et le 13 juin 1964. Le film a été édité en vidéo en 1984.

## Analyse
Pour Leonard Maltin, le script de Compagnon d'aventure est assez difficile à lire mais il est propice à un film. Le film doit beaucoup au sens du réalisme et aux choix du réalisateur Norman Tokar qui donne aux personnages une dimension dans un charmant décor naturel. Par rapport aux productions plus tardives telle que Calloway le trappeur (1965), le film possède une forte spontanéité, un naturel qui lui donne son charme. Le thème principal du film est l'humanisation d'un homme obsédé par le matérialisme vers quelqu'un capable d'aimer. La fin du film est aussi très simple, sans fioriture, avec simplement René et M Haggin rentrant à la maison.